# Гатауллин, Игорь Гильманович
Игорь Гильманович Гатауллин (2 июня 1951, Уфа — 30 ноября 2020) — советский и российский гитарист, продюсер, автор, работающий в стилях рок и поп музыки. Являлся основателем группы «VR13».

## Биография
Родился в семье руководителя одного из Министерств Башкирии. В детстве, учась в музыкальной школе, также занимался фигурным катанием. Имеет звание кандидата в Мастера спорта.
С 1966 по 1970 участвовал в самодеятельной группе «Кузнецы грома» (гитара-вокал). В 1970-72 годах служил в армии, не прекращая занятия музыкой («Ансамбль песни и пляски»). Это было время, когда формировалось его музыкальное мышление, как гитариста и автора.
После службы в армии гастролировал с группой «Движение» по Кавказу. С 1973 года начался новый музыкальный период в г. Ленинграде. Группа «Садко»(гитара-вокал), затем в составе группы «Невский» стал лауреатом « V Всесоюзного конкурса артистов эстрады» в Москве. Далее играл в группе «Веселые Голоса» вместе с популярным в СССР певцом Анатолием Королевым. В 1976 году переехал в г. Москву по приглашению руководителя ансамбля «Веселые ребята» Павла Слободкина, где проработал почти 10 лет с известными музыкантами и певцами. В 1990 году был осуществлён сольный проект — Игорь Гатауллин и группа «Репортаж», в репертуаре были использованы композиции только собственного сочинения.
Ушёл из жизни 30 ноября 2020 года на 70-м году жизни.

## Образование
- 1970 — Музучилище г. Уфа (окончил II курса дирижёрско-хоровое отделение).

## Период творчества в СССР
С 1966 начал деятельность, как гитарист и вокалист в Уфимской самодеятельной группе «Кузнецы грома». После чего работал в ряде поп и рок-групп СССР и России, сочинял и аранжировал музыку. Работал со многими известными музыкантами, такими, как Алла Пугачёва, Александр Буйнов, Анатолий Алешин, Алексей Глызин, Юрий Чернавский, Сергей Рудницкий, Александр Барыкин, ритм-группой Рыжов-Китаев и многими другими.
В 1983 был одним из участников в создании российского культового рок-альбома «Банановые острова», где играл на гитарах Fender Stratocaster и Gibson, а также акустической гитаре. Стилевые приёмы, выработанные в процессе записи этого альбома, оказали серьёзное влияние на музыку Игоря Гатауллина в его последующих композициях и записях. Манера игры Игоря Гатауллина на этом альбоме чем-то напоминает манеру Энди Саммерса (Andy Summers) из Police и Алекса Лайфсона (Alex Lifeson) из Rush, звучание при игре аккордами с мягкими, но технически сложными, пассажами имеет тот же обволакивающий шарм, что и у вышеназванных гитаристов. К сожалению, впоследствии Игорь никогда к такому звуку не возвращался.

### Творческий путь
- 1966 — Уфа, группа «Кузнецы грома»
- 1968 — Одесса, областная филармония.
- 1970 — Куйбышев, ансамбль песни и пляски.
- 1972 — Грузия, группа «Движение».
- 1973 — Ленинград, группа «Садко».
- 1974 — Ленинград, группа «Невский».
- 1975 — Ленинград, ансамбль «Веселые голоса».
- 1976 — Москва ансамбль «Веселые ребята».
- 1990 — Москва, группа «Репортаж».
- 1992 — Стокгольм, Gotland, Music-Marketing.
- 1995 — Уфа, Русский Драматический Театр (муз. рук.).
- 2002 — Москва, группа «VR13»

## Зрелые годы
В 2001 году Гатауллин создал группу VR13, в которой работает как руководитель, гитарист, и певец. Многие из музыкантов разных ВИА принимали участие в становлении группы «VR13».
Приехавший в то время из США Юрий Чернавский в 80-е годы, автор альбома «Банановые острова» и многих других хитов) помог правильно сформулировать музыкальную стратегию команды на тот период. Начался студийный процесс поиска более современного звучания хорошо известных и популярных ранее эстрадных песен. Тринадцатилетний перерыв в концертной деятельности позволил многое переосмыслить в написании новых песен.
В репертуаре «VR13» появились современные версии на хиты прошлых лет и совершенно новые композиции в стиле поп и прогрессивного рока, продолжающие линию развития музыки в России 2000-х годов.

## Фестивали и конкурсы
- 1976 год — международный конкурс эстрадной песни «Золотой Орфей». Гала-концерт, в составе ансамбля Веселые ребята.
- 1979 год —международный конкурс эстрадной песни «Братиславская Лира». Гала-концерт, в составе ансамбля Веселые ребята.
- 1976 год — международный конкурс эстрадной песни «Дрезденский шлягер-фестиваль». Участие в гала-концерте, в составе ансамбля Веселые ребята.
- 1976 год — участие в телевизионной передаче телевидения ГДР «Рунд», в составе ансамбля Веселые ребята.
- 12 мая 2004 года — группа «VR 13» стала лауреатом акции «Лучшие из лучших» в номинации «Лучшее исполнение популярных песен».

### Конкурсные и общественные награды
- 1979 год — Премия «Супрафон» ансамблю Веселые ребята за лучшее «живое» исполнение.
- 18 апреля 2004 — Медаль «За служение отечеству» III степени, учрежденная Национальным Благотворительным Фондом «Вечная слава героям».
- 12 мая 2004 — Лауреат акции «Лучшие из лучших» в номинации «Лучшее исполнение популярных песен».

## Дискография
Все эти годы постоянно сотрудничал с музыкантами и творческими коллективами. С 2003 года записывает альбомы со своей группой «VR13», где выступает как руководитель, многопрофильный музыкант и автор музыки и текста. С 1976 года с его участием записано более 15-и альбомов, таких как:
- 1976 — «Золотой Орфей» Алла Пугачева и ансамбль Веселые ребята, (гитара, вокал)
- 1977 — «Песни Оскара Фельцмана на стихи Андрея Вознесенского» миньон ансамбля Веселые ребята (гитара, вокал)
- 1978 — «Дружить Нам Надо» LP ансамбля Веселые ребята(вокал)
- 1978 — «Ни минуты покоя» песня ансамбля Веселые ребята(вокал)
- 1981 — "Дискоклуб-2 "LP ансамбля Веселые ребята(гитара, вокал)
- 1983 — «Банановые острова», рок-альбом [ансамбль Веселые ребята](Fender Stratocaster, Gibson, acoustic гитары, Самиздат)
- 1990 — "Игорь Гатауллин и группа «Репортаж» (гитара, вокал, автор)
- 1996 — «Веселые ребята. Вячеслав Добрынин» (гитара, вокал)
- 2002 — «13 лет спустя» (гитара, вокал, автор)
- 2003 — «Здравствуй, мальчик Бананан» (гитара, вокал, автор)
- 2003 — «Звездная серия» (гитара, вокал)
- 2007 — «VR13 Новая версия» (гитара, вокал)
- 2007 — «Молитва», VR13 альбом (композитор, продюсер, соло-вокал, акустик, слайд, электрогитары.